# Knivsta distrikt
Knivsta distrikt är ett distrikt i Knivsta kommun och Uppsala län. 
Distriktet ligger i och omkring Knivsta.

## Tidigare administrativ tillhörighet
Distriktet inrättades 2016 och utgörs av socknen Knivsta i Knivsta kommun.
Området motsvarar den omfattning Knivsta församling hade vid årsskiftet 1999/2000.